# 田家秀樹
田家 秀樹（たけ ひでき、1946年9月12日 - ）は、日本の音楽評論家、ノンフィクション作家、音楽番組パーソナリティ、音楽番組監修者、日本放送作家協会会員、「日本レコード大賞」審査副委員長、「ソングコンテストグランプリ」審査員、元東京医科歯科大学（教養部芸術担当）講師。千葉県船橋市出身、中央大学法学部政治学科卒業。息子は音楽プロデューサーの田家大知。

## 概要
日本のロック、ポップスを創生期から見続けている。1969年、タウン誌のはしりとなった「新宿プレイマップ」創刊編集者になり、文化放送「セイ!ヤング」などの放送作家、「レタス」(サンリオ）などの若者向け雑誌編集長などを経験。放送作家としては、日本民間放送連盟賞ラジオエンターテインメント部門で最優秀賞（2001年）や優秀賞などを受賞。著書に『風街とデラシネ 作詞家・松本隆の50年』『オン・ザ・ロード・アゲイン 浜田省吾ツアーの241日』など多数ある。

## 経歴
千葉県船橋市に生まれる。船橋市立船橋小学校から1954年（昭和29年）に府中市立府中第二小学校転校・卒業。府中市立府中第一中学校、東京都立三鷹高等学校、中央大学法学部政治学科を卒業。
1969年（昭和44年）タウン誌のはしりとなった『新宿プレイマップ』（新都心新宿PR委員会発行）の創刊に、編集者として参加した。
1970年（昭和45年）『セイ!ヤング機関誌・ザ・ヴィレッジ』（文化放送発行）の編集人に就任し創刊。
1971年（昭和46年）放送作家として番組構成を始める。文化放送『はしだのりひこのビューティフル・ノンノ』を担当。『落合恵子のサウンドフォーク』『さだまさしのサンデーニューミュージック』『セイ!ヤング』などのラジオ番組の構成も手がけた。
1974年（昭和49年）第1子・大知が誕生（ゆるめるモ!を始めとする音楽プロデューサー）。
1975年（昭和50年）『セイ!ヤング機関誌・ザ・ヴィレッジ』終刊。放送作家に専念する。文化放送を中心にレギュラー番組13本を担当。
1976年（昭和51年）文化放送『ダイナミックジャンボ・ニュース探検』にて初めてレポーターを担当。毎週15分番組で1年間担当した。
1978年（昭和53年）飛行船出版の雑誌『タイフーン』編集長に就任『6号で休刊）。翌年、サンリオ出版の雑誌「レタス」を創刊、編集長に就任。編集プロダクション「レタス」を発足。
1982年（昭和57年）徳間書店の雑誌『DO！』を創刊、編集長に就任。
1983年（昭和58年）TBSテレビ放送の夕方帯番組『アップルシティ500』のMCを担当。世界一周に出かけるルポライター・戸井十月の代役だった。その後、文筆業に専念。
1984年（昭和59年）37才のときにソニーマガジンズから初の著書『33回転の愛のかたち：あなたはユーミン？それともみゆき？』を出版（1989年に角川文庫にて文庫化）。ライターとして生きてゆこうと思うんだったら40になる前に一冊でも本を書いておかないと先が大変だよ、と講談社編集長からアドバイスがあったのが理由。33回転はアナログ盤のLPは33回転から来ている。レコードの中の愛のかたちを意味している。
1995年（平成7年）東京医科歯科大学非常勤講師に就任。教養部芸術を担当（2001年まで登壇）。
2001年（平成13年）「検証!中津川フォークジャンボリー」（NACK5／企画構成）が日本民間放送連盟賞「ラジオエンターテインメント部門」優秀賞、ギャラクシー賞を受賞。
2002年（平成14年）「イムジン河2001」（NACK5／企画構成）が日本民間放送連盟賞「ラジオエンターテインメント部門」最優秀賞、ギャラクシー賞を受賞。同年、音楽専門チャンネル・Viewsic（現MUSIC ON! TV）「music plant ノギタケ」が放送開始、MCに抜擢される。
2003年（平成15年）「浦和ロック伝説」（NACK5／企画構成）が日本民間放送連盟賞「ラジオエンターテインメント部門」優秀賞を受賞。
2006年（平成18年）「吉田拓郎 & かぐや姫 Concert in つま恋 2006」に構成スタッフとして参加。公式ブックの編集と執筆を手がける。
2009年（平成22年）公益社団法人日本作曲家協会主催「日本レコード大賞」選考審査員に就任。
2013年（平成26年）「永遠のザ・フォーククルセダーズ～若い加藤和彦のように」（FM COCOLO／出演・構成）が日本民間放送連盟賞「ラジオエンターテインメント部門」優秀賞を受賞。
2016年（平成28年）「作詞家・松本隆の45年」（TOKYO FM、出演・構成）が日本民間放送連盟賞「ラジオエンターテインメント部門」優秀賞を受賞。同年、公益社団法人日本作曲家協会主催「ソングコンテストグランプリ」審査員に就任。
2020年（令和2年）「岡林信康・復活の朝スペシャル」（FM COCOLO／出演・構成）が日本民間放送連盟賞「ラジオエンターテインメント部門」優秀賞を受賞。
現在は音楽評論家、ノンフィクション作家、音楽番組パーソナリティ、音楽番組監修者として幅広く活動する。

## 人物
- 音楽ライターとして吉田拓郎、浜田省吾、甲斐バンド、CHAGE and ASKA、GLAYといった面々と親交が深く、多数の書籍を執筆している[1]。
- 趣味は音楽、旅行、野球観戦[12]。
- 特技はどこでも寝れること[5]。
- 息子は音楽プロデューサーの田家大知[13]。著書『主父の意見：教えてほしいFather and Son』で幼少期の大知が登場する。シングルファザーの育児話が描かれている[14]。

## 審査員
- 公益社団法人日本作曲家協会主催「日本レコード大賞」選考審査員（2009年～現任）
  - 現在、審査副委員長[15]
- 公益社団法人日本作曲家協会主催「ソングコンテストグランプリ」選考審査員（2016年～現任）

## 書籍

### 吉田拓郎に関する著書
- 『吉田拓郎'70-'90ヒストリーブック』（1990年10月、フォーライフ）※ビデオBOX付録
- 『吉田拓郎ヒストリー 1970-1993』（1994年1月、ぴあ）
- 『地球音楽ライブラリー 吉田拓郎』（監修、1996年9月1日、TOKYO FM出版)　ISBN 978-4924880764
  - 『地球音楽ライブラリー 吉田拓郎』（監修、1999年11月20日改訂版発行、TOKYO FM出版)　ISBN 978-4887450400
  - 『地球音楽ライブラリー 吉田拓郎』（監修、2006年12月29日改訂増補版発行、TOKYO FM出版)　ISBN 978-4887451797
- 『晴れときどき拓郎: Younger Than Yesterday』（対談出演、2003年6月1日、小学館）　ISBN 978-4093796224
- 『豊かなる日々：吉田拓郎、2003年の全軌跡』（2004年6月12日、ぴあ）　ISBN 978-4835609232
  - 「豊かなる日々 :吉田拓郎奇跡の復活」（2009年7月25日、角川文庫）　ISBN 9784041687086　　※文庫化
- 『いつも見ていた広島：小説吉田拓郎：ダウンタウンズ物語』（2007年9月1日、小学館）　ISBN 978-4093797122
  - 『いつも見ていた広島：小説吉田拓郎：ダウンタウンズ物語』（2009年6月5日、小学館文庫）　ISBN 978-4094084030　 ※文庫化
- 『吉田拓郎 終わりなき日々』(2010年7月1日、角川書店)　ISBN 978-4048740869
- 『アーティストファイル 吉田拓郎 オフィシャル・データブック』（2014年11月21日、田家秀樹ほか共著[16]、ヤマハミュージックメディア）　ISBN 978-4636904413

### 浜田省吾に関する著書
- 『陽のあたる場所：浜田省吾ストーリー』（1990年6月1日、角川書店）　ISBN 978-4041687031
  - 『陽のあたる場所：浜田省吾ストーリー』（2008年7月25日改版、角川文庫） ISBN 978-4041687079　　※文庫化
- 『オン・ザ・ロード・アゲイン：浜田省吾ツアーの241日』<上>（1991年12月1日・角川書店）　ISBN 978-4048833011
  - 『オン・ザ・ロード・アゲイン：浜田省吾ツアーの241日』<上>（1993年4月1日・角川文庫）　ISBN 978-4041687048　　※文庫化
- 『オン・ザ・ロード・アゲイン：浜田省吾ツアーの241日』<下>（1991年12月1日・角川文庫）　ISBN 978-4048833028
  - 『オン・ザ・ロード・アゲイン：浜田省吾ツアーの241日』<下>（1993年4月1日・角川文庫）　ISBN 978-4041687055　　※文庫化
- 『僕と彼女と週末に :浜田省吾ON THE ROAD 2011 The Last Weekendドキュメントストーリー』（2012年12月22日、幻冬舎）　ISBN 978-4344022850

### 甲斐バンドに関する著書
- 『ポップコーンをほおばって：ANOTHER SIDE OF KAIBAND』（1985年7月1日、講談社）　ISBN 978-4061024052
  - 『ポップコーンをほおばって：甲斐バンド・ストーリー』（1987年5月1日加筆改題、角川文庫）　ISBN 978-4041687017 　※文庫化
- 甲斐バンド写真集「1982：BEATNIK」（1981年、構成、文・小学館）

### その他
- 『明日は騒乱罪』（1980年、第三書館、戸井十月編・糸井重里・岡留安則・亀和田武ほか共著）
- 『33回転の愛のかたち：あなたはユーミン？それともみゆき？』（1984年、ソニーマガジンズ）
  - 『ラヴ・ソングス：ユーミンとみゆきの愛の形』（1988年12月1日改題・角川文庫） ISBN 978-4041687024　　※文庫化
- 『俺たちが愛した拓郎』（1985年、八曜社、石原信一・えのきどいちろうほか共著）
- 『東京情報コレクション』（1986年4月1日、講談社）　ISBN 978-4061488137
- 『主父の意見：教えてほしいFather and Son』（1988年3月1日、主婦の友社）　ISBN 978-4079272346
- 『ふたりのカルロス』（1988年7月1日、ソニーマガジンズ）　ISBN 978-4789703680
- 『日本のベストアルバム』（監修、1992年8月1日、シンコー・ミュージック）　ISBN 978-4401614035
- 『ROCK―CDで聴く名盤・名曲693』（前田祥丈ほか共著、1993年4月1日、日本文芸社）　ISBN 978-4537023534
- 『Hound Dog/rock me :大友康平の決意 1994』（1995年12月11日、Tokyo FM出版）　ISBN 978-4924880382
- 『J-pop―CDで聴く名盤・名曲716』（前田祥丈ほか共著、1995年3月1日、日本文芸社）　ISBN 978-4537024548
- 『1997河村隆一：natural』（1998年1月1日、ビクターエンタテインメント）　ISBN 978-4893891525
- 『中島みゆき』（1998年11月1日、ヤマハ音楽振興会監修 ;三橋一夫ほか共著、Tokyo FM出版 地球音楽ライブラリー）　ISBN 978-4887450295
  - 『中島みゆき』（2006年11月18日増補改訂版、ヤマハ音楽振興会監修 ;三橋一夫ほか共著、Tokyo FM出版 地球音楽ライブラリー）　ISBN 978-4887451742
- 『夢の地平：GLAYツアー・ドキュメント・ストーリー』（1998年12月10日、エムオン・エンタテインメント）　ISBN 978-4789713092
  - 『夢の地平：GLAYツアー・ドキュメント・ストーリー』（2001年11月1日、角川文庫）　ISBN 978-4041687062　　※文庫化
- 『読むJ-POP：1945-1999 私的全史：あの時を忘れない』（1999年8月1日、徳間書店）　ISBN 978-4198610579
  - 『読むJ-POP：1945-1999 私的全史：あの時を忘れない』（2004年11月1日、朝日文庫） ISBN 978-4022614575　　※文庫化
- 『J-POP時評：1989-2001』（2001年8月1日、ヤマハミュージックメディア）　ISBN 978-4636209822
- 『ジャパニーズポップスの巨人たち 21世紀に語り始めた22人の音楽スピリット』インタビュー（2002年8月11日、TOKYO FM出版）　ISBN 978-4887450714
- 『夢の絆：GLAY document story 2001-2002』（2002年12月1日、角川書店）　ISBN 978-4048835466
- 『みんなCM音楽を歌っていた：大森昭男ともうひとつのJ-POP』（2007年8月1日加筆・再構成、徳間書店）　ISBN 978-4198623555
- 『This is rock : ビギナーのためのロック・ファーストステップ名盤・名曲700』（前田祥文と共著、2005年9月15日、朝日文庫）　ISBN 978-4022614902
- 『歌に恋して：評伝・岩谷時子物語』（2008年11月28日、ランダムハウス講談社）　ISBN 978-4270004449
- 『J-pop列伝音楽の中に君がいる :Nack 5 J-pop magazine interview selection』（2009年5月16日、インタビュー、シンコーミュージック・エンタテイメント）　ISBN 978-4401632633
- 『70年代ノート：時代と音楽、あの頃の僕ら』（2011年3月5日、毎日新聞社）　ISBN 978-4620320465
- 『セイ!ヤング&オールナイトニッポン70年代深夜放送伝説』（2011年1月22日、文化放送, ニッポン放送共編 扶桑社）　ISBN 978-4594063368
- 『J-POP列伝音楽の中に君がいる :NACK5 J-pop Magazine Interview Selection 2』（2011年4月7日、シンコーミュージック・エンタテイメント）　ISBN 978-4401635054
- 『永遠のザ・フォーク・クルセダーズ ~若い加藤和彦のように~』（2015年9月18日、ヤマハミュージックエンタテインメントホールディングス）　ISBN 978-4636915242
- 『ビートルズが教えてくれた』（2017年10月16日、アルファベータブックス）　ISBN 978-4865980400
- 『Kyosuke Himuro since 1988』（2021年2月18日、KADOKAWA）　ISBN 978-4048968935
- 『風街とデラシネ　作詞家・松本隆の50年』（2021年10月27日、KADOKAWA）　ISBN 978-4041118849
- 『80年代音楽ノート』（2024年3月26日、ホーム社）　ISBN 978-4834253818

## CD
- SONY/COLUMBIA/PONY CANYON/UNIVERSAL/VICTOR・5社共同企画（選曲担当）[17]
  - 『大人のJ-POPカレンダー～365 Radio Songs～1月 新年』（2016年12月7日、ソニー・ミュージックダイレクト）
  - 『大人のJ-POPカレンダー～365 Radio Songs～2月 告白』（2016年12月7日、ポニーキャニオン）
  - 『大人のJ-POPカレンダー～365 Radio Songs～3月 卒業』（2016年12月7日、日本コロムビア）
  - 『大人のJ-POPカレンダー～365 Radio Songs～4月 桜』（2017年3月8日、ソニー・ミュージックダイレクト）
  - 『大人のJ-POPカレンダー～365 Radio Songs～5月 東京』（2017年3月8日、ビクターエンタテインメント）　
  - 『大人のJ-POPカレンダー～365 Radio Songs～6月 結婚』（2017年3月8日、ユニバーサルミュージック）
  - 『大人のJ-POPカレンダー～365 Radio Songs～7月 サマーソング』（2017年6月7日、ソニー・ミュージックダイレクト）
  - 『大人のJ-POPカレンダー～365 Radio Songs～8月 平和』（2017年6月7日、日本コロムビア）
  - 『大人のJ-POPカレンダー～365 Radio Songs～9月 友情』（2017年6月7日、ユニバーサル ミュージック）
  - 『大人のJ-POPカレンダー～365 Radio Songs～10月 空と星』（2017年9月7日、ポニーキャニオン）
  - 『大人のJ-POPカレンダー～365 Radio Songs～11月 家族』（2017年9月7日、ビクターエンタテインメント）
  - 『大人のJ-POPカレンダー～365 Radio Songs～12月 故郷』（2017年9月7日、ユニバーサル ミュージック）
- 『URC 50th best青春の遺産 (50th anniversary URC)』（選曲担当、2020年2月19日、ポニーキャニオン）
- 『風街とデラシネ～作詞家・松本隆の50年』（選曲担当、2021年10月27日、ソニー・ミュージックダイレクト）

## DVD
- 『柳ジョージ/GEORGE YANAGI Concert Tour'99～Sunset Hill』（2004年7月20日、日本クラウン） ※ 柳ジョージと田家秀樹との対談映像収録

## 主な執筆雑誌
※ 国立国会図書館「田家秀樹」調べ
- 『熱風』（スタジオジブリ）- 【連載】「みんなCM音楽を歌っていた：大森昭男ともうひとつのJ-POP」（2004年1月10日号-2006年2月10日号）
- 『週刊明星』（集英社）
- 『月刊民放』（日本民間放送連盟）
- 『文藝春秋』（文藝春秋）
- 『月刊アドバタイジング』（電通）
- 『近代映画』（近代映画社）
- 『朝日ジャーナル』（朝日新聞社）
- 『東京人』（都市出版株式会社)
- 『住宅金融月報』（住宅金融支援機構）
- 『AERA』（朝日新聞社）
- 『週刊文春』（文芸春秋）
- 『GALAC』（放送批評懇談会）
- 『週刊ポスト』（小学館）
- 『心』（平凡社）
- 『金曜日』（週刊金曜日）
- 『週刊現代』（講談社）
- 『音楽主義』（日本音楽制作者連盟）
- 『サンデー毎日』（毎日新聞社）

## 主な新聞連載
- 『信濃毎日新聞』（2001年～2011年、毎週金曜） - 【連載】「ヒットの法則」[2]
- 『毎日新聞』（2007年～2009年、毎週木曜） - 【連載】「70年代ノート・新宿・フォーク・深夜放送」[2]
- 『中国新聞』（2008年） - 【連載】「小説・広島フォーク村」[2]
- 『西日本新聞（2012年・2013年、平日） - 【連載】「ビートルズが教えてくれた」「ロック夜明け前～ビートチャイルド物語」[2]

## 番組監修
- 『新堂本兄弟』（フジテレビ）
- 『K's TRANSMISSION』（NACK5）

## 出演

### テレビ番組
- 『アップルシティ500』（TBSテレビ） - 戸井十月の代役MC[2]
- 『music plant ノギタケ』（Viewsic／現MUSIC ON! TV） - MC

### ウェブ番組
- 『デモクラシータイムス』（YouTube、2024年6月11日）

### ラジオ
- 『ドコモ J-POP MAGAZINE』（2003年 - 2010年終了・NACK5） - パーソナリティ[18]
- 『Mind of Music ～今だから音楽～』（2008年4月 - 2016年終了・BAY FM） - パーソナリティ[19]
- 『NISSIN POWER STATION』（エフエム東京） - パーソナリティ[20]
- 『Kei's BAR』 (2016年11月 - 2018年9月 TOKYO FM 月曜 25:30 - 26:00） - パーソナリティ[21]
- 『Music Timeline 〜音楽年表〜』（2020年4月4日 - 2021年3月 JFN系列21局 土曜28:00 - 29:00　又は日曜 25:00 - 26:00） - パーソナリティ[22]
- 『J-POP TALKIN'』（2011年1月 - 放送中・NACK5 水曜 24:00 - 24:30） - パーソナリティ[23]
- 『J-POP LEGEND CAFE』（2014年3月 - 放送中・FM COCOLO 月曜 21:00 - 22:00） - パーソナリティ[24]